# Kapi Gyula
Kapi Gyula (Lajoskomárom, 1850. január 27. – Sopron, 1923. március 28.) ágostai evangélikus tanítóképző-intézet igazgatója, Kapi Béla evangélikus püspök, egyházi író édesapja.

## Élete
Kapp Henrik tanító (1811–1857) és Balog Julianna (1816–1858) fia. 8 évesen árvaságra jutván, neveltetéséről testvérei, s rokonai gondoskodtak. 1861-ben a soproni ágostai evangélikus líceumba íratták be és Kapp családi nevét egyik pártfogója Pálfy József a soproni tanítóképző-intézet igazgatója változtatta Kapira. Az érettségi vizsga letétele után, 1869-ben a soproni tanítóképző tanárává választották meg. 1870-ben a tanítóképzés tanulmányozása végett beutazta Németországot. 1872-ben képzőintézeti tanári vizsgát tett. Az 1873-74-es tanévet a lipcsei és zürichi egyetemen töltötte, pedagógiai tanulmányainak kiegészítése végett. Időközben meglátogatta a szász, porosz és a svájci tanítóképző-intézeteket. Külföldről visszatérvén, egyházkerülete rendes képzőintézeti tanárrá léptette elő, 1889-ben pedig igazgatóvá választotta meg. Az 1891-93. évi egyetemes zsinatra a dunántúli ágostai evangélikus egyházkerület egyik tanárképviselőjéül küldötte ki. 1895-ben az egyházi ének és zene ápolására megalakította a dunántúli ágostai evangélikus egyházkerületi ének- és zenepártoló egyesületet, melynek ugyanakkor főtitkára lett. 1896-ban megválasztották az evangélikus egyetemes tanügyi bizottság tagjává. Elhunyt 1923. március 28-án de. 3/4 10 órakor, életének 74., házasságának 48. évében; örök nyugalomra helyezték 30-án, nagypénteken délután az evangélikus egyház szertartása szerint a soproni evangélikus temetőben. Neje, Hirschfeld Adrienne egy évvel élte túl, 1929. április 19-én déli 12 órakor hunyt el.
Cikkei, melyek főképpen a nevelés és zene köréből valók, a következő lapokban és folyóiratokban jelentek meg: Sopron (1873. Lipcse népiskolái, 1877. Mosonyi Mihály a magyar zene történelmében, 1878. Id. Ábrányi Kornél zenénk történelmében), Néptanítók Lapja (1875. Az önképzőkörökről, 1876. Szászország tanitóképző-intézetei), Evang. Egyház és Iskola (1884. Az iskolák Luther tanuló-korában, 1885. Ev. gyámintézetünk multja és mostani szervezete), M. Tanitóképző (1890. Tanitóképző-intézeteink zeneoktatásáról, A tanító-intézetek tantervének módosítása, A bécsújhelyi tanítóképző-intézet, 1893. Az ifjusági önképző körökről).

## Munkái
1. Dalkönyvecske a népiskola alsó osztályai számára. Bpest, 1881 (2. kiadás. Uo. év n.).
2. Utasítás a Kapi Gyula által írt Dalkönyvecskéhez a népiskola alsóbb osztályaiban. Uo. 1882
3. Pálmaágak Egyházi s alkalmi énekek férfikarra. Uo. 1886 és 1888
4. ABC és olvasókönyv. Uo. 1886. (Protestáns Népiskolai Könyvek Tára I. Papp Józseffel és Pós Lajossal együtt. 3. képes kiadás. Uo. 1893)
5. Olvasókönyv az evang. népiskola II. és III. osztálya számára. Uo. 1886 (Prot. Népiskolai Könyvek Tára III. Bakó Sámuellel és Papp Józseffel együtt. 4. képes kiadás. Uo. 1894)
6. Összhangzattani gyakorló könyv. Zene iskolák és tanítóképzőintézetek számára. Uo. 1887-88. Két füzet.
7. Olvasó- és tankönyv az evang. népiskola IV-VI. osztálya számára. Uo. 1889. (Papp Józseffel együtt. 2. jav. kiadás 1889, 3. kiadás. 1893. Uo.).
8. A soproni ev. tanítóképző-intézet gyakorló-iskolájának szervezete és részletes tanmenetei. Sopron, 1889 (Papp Józseffel együtt. A tanitóképzőintézet Értesítőjéből)
9. Ötven rövid előjáték orgonára vagy harmoniumra. Bpest, 1890
10. Orgona-iskola. Uo. 1891. (3. kiadás. Uo. 1893)
11. Melodrámai zene Arany, Ráchel siralma c. költeményéhez. Uo. 1895

1889-ben az ev. népoktatás érdekében megalapította az Evangelikus Népiskola c. havi folyóiratot, melyet Papp Józseffel együtt három évig szerkesztett.